# Liste des cavités naturelles les plus longues du Puy-de-Dôme

Département du Puy-de-Dôme.

La liste des cavités naturelles les plus longues du Puy-de-Dôme recense sous la forme d'un tableau, les cavités souterraines naturelles connues, dont le développement est supérieur ou égal à cinq mètres.
La communauté spéléologique considère qu'une cavité souterraine naturelle n'existe vraiment qu'à partir du moment où elle est « inventée » c'est-à-dire découverte (ou redécouverte), inventoriée, topographiée et publiée. Bien sûr, la réalité physique d'une cavité naturelle est la plupart du temps bien antérieure à sa découverte par l'homme ; cependant tant qu'elle n'est pas explorée, mesurée et révélée, la cavité naturelle n'appartient pas au domaine de la connaissance partagée.
La liste spéléométrique des plus longues cavités naturelles du Puy-de-Dôme (≥ 5 m) est  actualisée fin 2019.
La plus longue cavité répertoriée dans le département du Puy-de-Dôme est le creux de Soucy, près du lac Pavin (cf. ligne 1 du tableau ci-dessous).

## Puy-de-Dôme (France)

### Cavités de développement supérieur ou égal à5m
8 cavités sont recensées au 31-12-2019.
| Réf. | Cavités (autres noms)   | Communes                 | Massifs ou zones géographiques | Coordonnées (WGS 84)        | Développement (en mètres) | Dénivelée (en mètres) | Sources ou références     | Mises à jour |
| ---- | ----------------------- | ------------------------ | ------------------------------ | --------------------------- | ------------------------- | --------------------- | ------------------------- | ------------ |
| 1    | Creux de Soucy          | Besse-et-Saint-Anastaise | Monts Dore                     | 45° 28′ 50″ N, 2° 53′ 20″ E | +0 00066, m               | +0033, m              | Michel Bakalowicz         | 2000-00      |
| 2    | Grottes Rouges          | Royat                    | Station thermale de Royat      | 45° 45′ 54″ N, 3° 03′ 01″ E | +0 00050, m               | +0000, m              | Grottocenter              | 2018-00      |
| 3    | Trou de Thônes-le-Vieux | Grandeyrolles            | Pays Coupés                    | 45° 35′ 07″ N, 3° 02′ 43″ E | +0 00020, m               | +0000, m              | Spéléométrie de la France | 2000-00      |
| 4    | Grotte des Laveuses     | Royat                    | Station thermale de Royat      | 45° 45′ 55″ N, 3° 03′ 00″ E | +0 00014, m               | +0000, m              | Spéléométrie de la France | 2000-00      |
| 5    | Grotte du Chien         | Chamalières              | Station thermale de Royat      | 45° 46′ 09″ N, 3° 03′ 36″ E | +0 00010, m               | +0000, m              | Page Wikipedia            | 2000-00      |
| 6    | Fontaine du Gros Ventre | Saint-Floret             | Pays Coupés                    | 45° 33′ 05″ N, 3° 06′ 28″ E | +00 0009, m               | +0000, m              | Spéléométrie de la France | 2000-00      |
| 7    | Grotte Auzary           | Grandeyrolles            | Pays Coupés                    | 45° 35′ 06″ N, 3° 02′ 47″ E | +00 0007, m               | +0000, m              | Spéléométrie de la France | 2000-00      |
| 8    | Grotte du Diable        | Augnat                   | Pays Coupés                    | 45° 25′ 15″ N, 3° 10′ 36″ E | +00 0005, m               | +0000, m              | Spéléométrie de la France | 2000-00      |